# Paolo Vergani
Paolo Vergani est un économiste et philosophe italien, né en 1750 dans le Milanais et mort le 23 octobre 1821 à Pesaro.

## Biographie
Paolo Vergani naquit en 1750 dans le Milanais. Sa famille tenait de loin, et dans un rang un peu inférieur, à l’organisation judiciaire du pays. Il fut voué de bonne heure à l’état ecclésiastique : mis au séminaire, il étudia plus attentivement qu’on ne le fait d’ordinaire l’histoire d’abord, le droit canonique ensuite, mais non l’histoire de l’Église tout simplement, car il y joignit l’histoire profane, et non le droit canonique tout seul, car avec la science, essentielle aux yeux de ses chefs spirituels, il fit marcher parallèlement la science du droit civil. Devenu docteur en théologie, il avait reçu les saints ordres, quand ses travaux lui faisant souhaiter d’habiter une grande capitale, et son savoir ayant été connu du Sacré Collège, il reçut du Saint-Père la dignité de chanoine de Saint-Jean-de-Latran. C’est dans cette position modeste, mais sûre, qu’il composa les trois premiers des ouvrages qui lui donnent un rang dans cette école de moralistes et légistes philosophes grâce auxquels l’Italie, au 18e siècle, n’a guère moins contribué que la France à la réforme de la jurisprudence. Les deux premiers furent très-goûtés, et tous eurent, comme on le verra, les honneurs de la traduction française. Il s’ensevelit ensuite, bien qu’approfondissant toujours, dans un long silence, une solitude volontaire de trente ans. Les événements de 1811 et de 1812, en déterminant, à la suite de l’enlèvement de Pie VII, la dispersion des chanoines de Saint-Jean-de-Latran, amenèrent à Paris l’abbé ou, comme le porte souvent le titre de ses livres, le docteur Paolo Vergani ; il reprit la plume, aidé parfois par son ami Mathieu-Mathurin Tabaraud. Paolo Vergani mourut a Pesaro le 23 octobre 1821.

## Œuvres
- Traité de la peine de mort, 2e édit., Milan, 1780 (traduit par l’avocat Michel Cousin, avec un Discours sur la justice criminelle, Paris, 1782, in-12) ;
- De l’énormité du duel (également traduit par Cousin, qu’on reconnaît sous son initiale C... et à son titre de membre des arcades de Rome) ;
- La Législation de Napoléon le Grand considérée dans ses rapports avec l’agriculture, Paris, 1812, in-8° ;
- Essai historique sur la dernière persécution de l’Église, revu par Tabaraud, Paris, 1814, in-8° ;
- Discussion historique sur un point de la vie de Henri IV, Paris, 1818, in-8°.